# Alex Dimitriades

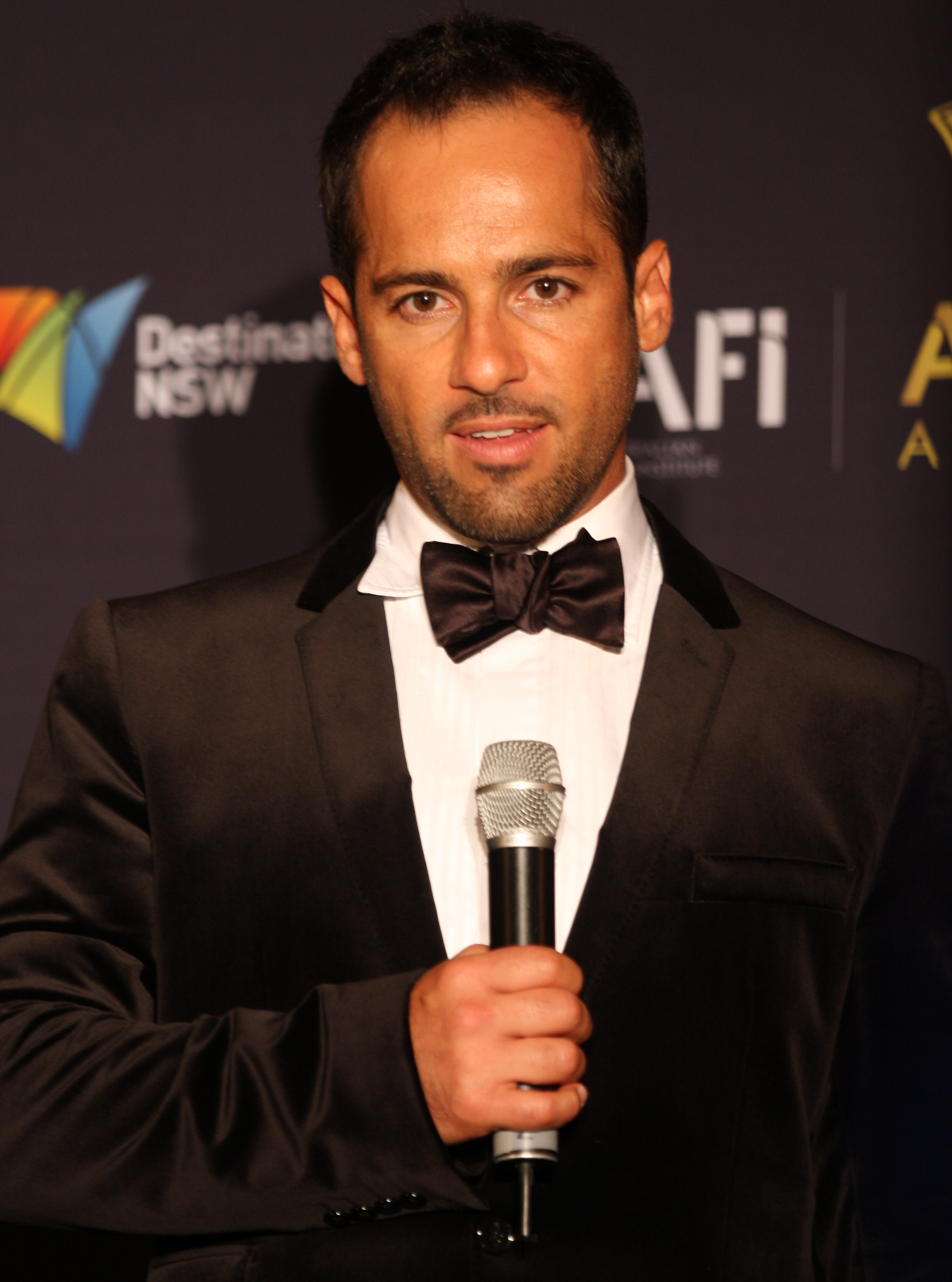
Alex Dimitriades (2012)

Alex Dimitriades (* 28. Dezember 1973 in Sydney, New South Wales) ist ein australischer Schauspieler.

## Leben und Karriere
Dimitriades wurde in Sydney geboren, seine Eltern gehören zur ersten griechischen Einwanderergeneration. Er ist der jüngste von drei Geschwistern. Dimitriades wuchs im Vorort Earlwood in New South Wales auf. Als er zwölf war, wurden seine Eltern geschieden.
Dimitriades begann seine Karriere 1993 in dem australischen Film Heartbreak Kid und der später daraus resultierenden Jugendfernsehserie Heartbreak High, in der er die Rolle des Nick Poulos verkörperte. In der australischen Dramaserie Blue Murder spielte er 1995 die Unterwelt-Figur des Warren Lanfranchi und 1998 in Ana Kokkinos Film Head On verkörperte Dimitriades den Protagonist Ari. Seine Darstellung wurde von der Kritik beachtet und brachte ihm eine Nominierung bei den AFI Awards ein. 2001 trat er in den australischen Komödien Let’s Get Skase und La Spagnola auf. Weiterhin übernahm er Rollen in den Hollywood-Filmen Ghost Ship und Deuce Bigalow: European Gigolo.
Der australische Schauspieler trat auch später in zahlreichen TV-Serien auf, darunter 1997 in Wildside und 2002 in Young Lions. Außerdem hatte er eine Gastrolle in der australischen Soap Nachbarn und in der Science-Fiction-Serie Farscape. Er spielte außerdem in einigen Theater-Produktionen, zum Beispiel in zwei Stücken von Louis Nowra für die Griffin Theatre Company, 2004 in The Woman with Dog’s Eyes und 2006 in The Emperor of Sydney. Er war zudem 2007 in The Nightwatchman und 2010 an der Seite von Daniel Mitchell in Rainman zu sehen. 2008 spielte Dimitriades die Rolle eines Attentäters in der Fernsehserie Underbelly – Krieg der Unterwelt. In seinem aktuellen Film Wog Boy 2: Kings of Mykonos, der Fortsetzung von The Wog Boy, spielt Dimitriades die Figur des Mihali, einen mykenischen Mogul. Zusätzlich hat er die Dreharbeiten für den Film Summer Code gerade abgeschlossen.

## Filmografie (Auswahl)
- 1993: Heartbreak Kid (The Heartbreak Kid)
- 1994: Heartbreak High (Fernsehserie, 38 Episoden)
- 1996: Nachbarn (Seifenoper)
- 1998: Head On
- 1998–1999: Wildside (Fernsehserie, 43 Episoden)
- 2000: Farscape (Fernsehserie, Episode 2x05)
- 2001: Die schöne Spanierin (La Spagnola)
- 2001: Let’s Get Skase
- 2002: Ghost Ship
- 2002: Young Lions (Fernsehserie, 22 Episoden)
- 2003: Subterano
- 2005: Deuce Bigalow: European Gigolo
- 2008: Underbelly – Krieg der Unterwelt (Underbelly, Miniserie, 6 Episoden)
- 2010: The Kings of Mykonos
- 2011: The Slap – Nur eine Ohrfeige (The Slap, Miniserie, 8 Episoden)
- 2018: The Cry (Miniserie)
- 2022: The Tourist – Duell im Outback (The Tourist, Fernsehserie)